# Aristida caput-medusae
Aristida caput-medusae är en gräsart som beskrevs av Karel Domin. Aristida caput-medusae ingår i släktet Aristida och familjen gräs. Inga underarter finns listade i Catalogue of Life.